# Języki barito wschodnie
Języki barito wschodnie – grupa spokrewnionych języków austronezyjskich używanych w Indonezji, na wyspie Borneo, oraz na Madagaskarze. Obejmuje szereg regionalnych języków dajackich (którymi posługują się Dajakowie zamieszkujący Kalimantan) oraz język malgaski, objęty na Madagaskarze statusem urzędowego. Dialekt bushi języka malgaskiego jest używany na wyspie Majotta w archipelagu Komorów.
Do grupy języków barito wschodnich należą następujące języki:
- język dusun deyah
- język dusun malang
- język dusun witu
- język ma’anyan
- język paku
- język malgaski (wewnętrznie zróżnicowany, także: języki malgaskie)[4]
- język lawangan
- język tawoyan.

Propozycja grupy języków barito wschodnich wywodzi się z pracy A.B. Hudsona (1967) . Istnieją rozbieżności w kwestii podziału wewnętrznego i liczby wyodrębnianych języków. A.D. Smith (2017, 2018) nie akceptuje tej grupy, zamiast tego wyróżniając samodzielne gałęzie barito: południowo-wschodnią (ma’anyan, dusun witu, malgaski), centralno-wschodnią (dusun malang, dusun bayan, paku, samihim) i północno-wschodnią (tawoyan, lawangan, bentian, pasir, benuaq). Część źródeł rozpatruje samihim (semihim) jako dialekt ma’anyan. Bayan uchodzi za dialekt dusun malang, ale bywa też klasyfikowany jako odrębny język.
Najdokładniej opisany spośród tych języków to malgaski, który jest zarazem najlepiej poznanym przedstawicielem grupy barito. Historyczną jego ojczyzną jest południowo-wschodnie Borneo. Malgaski został przeniesiony na Madagaskar wskutek migracji, która nastąpiła najpewniej w VII w. n.e., jeśli nie później. Dane językowe wskazują na to, że malgaski zdążył się wyodrębnić jeszcze na Borneo, zanim wczesna ludność malgaska dotarła na Madagaskar. Pod względem wielu cech morfosyntaktyki jest bardziej konserwatywny niż pozostałe języki południowo-wschodnie, gdyż w znacznie mniejszym stopniu został poddany wpływom języka malajskiego.